# Cloratita
La cloratita es un explosivo compuesto por clorato potásico, azufre y azúcar en composición 80/10/10 y que, al igual que el ANFO, es muy estable y después de elaborada necesita un detonador del # 6. Es posible que la adición de aluminio provocara un aumento de su eficiencia como en otros explosivos.
Debido a la facilidad de su producción ha sido utilizado por los grupos terroristas en múltiples ocasiones.

Su composición es a base de un 90% de clorato de potasio y un 10 % de glicerina, sin ningún aditivo más, usada frecuentemente por los grupos guerrilleros de los años sesenta, su velocidad de detonación se equipara a la de los ANFOS o hidrógeles, posibleblemente sobre los 5000 a 6000 m/s. Se localizaron muestras de este compuesto 30 años después de elaborado, y quedó probada su efectividad aún transcurrido este lapso.[cita requerida]